# Saison 2 de Perception
Chronologie
Saison 1 Saison 3
Cet article présente la deuxième saison de la série télévisée américaine Perception.

## Distribution

### Acteurs principaux
- Eric McCormack (VF : Guillaume Lebon) : Dr Daniel Pierce
- Rachael Leigh Cook (VF : Philippa Roche) : agent spécial Kate Moretti
- Arjay Smith (VF : Jonathan Amram) : Max Lewicki
- Kelly Rowan (VF : Marie-Laure Dougnac) : Natalie Vincent / Dr Caroline Newsome

### Acteurs récurrents
- Scott Wolf (VF : Cédric Dumond) : Donald « Donnie » Ryan[1] (12 épisodes)
- LeVar Burton (VF : Thierry Desroses) : Paul Haley (10 épisodes)

### Invités
- David Paymer (VF : Jean-Luc Kayser) : Rueben Bauer (épisodes 1, 8 et 12)
- Brad Rowe (VF : Julien Meunier) : agent Bobby Dalton (épisodes 2 à 4)
- Ray Wise (VF : Hervé Jolly) : Martin Sullivan[2] (épisode 4)
- DJ Qualls (VF : Thierry Bourdon) : agent Rudy Fleckner[3] (épisodes 5 et 6, 13 et 14)
- Shane Coffey (VF : Brice Ournac) : Daniel Pierce, jeune (épisodes 7, 9 et 10)
- Reid Scott (VF : Didier Cherbuy) : Dr Hutchins[4] (épisode 7)
- Dan Lauria (VF : Sylvain Lemarié) : Joe Moretti (épisodes 8 et 10)
- Judd Hirsch : Sigmund Freud[5] (épisode 8)
- Perrey Reeves (VF : Véronique Rivière) : Miranda Stiles (épisodes 9 et 10)
- Kevin Weisman : Todd Early[6] (épisode 10)
- Beth Riesgraf (VF : Véronique Piciotto) : Ashley Marcel[7] (épisode 13)
- John Rubinstein (VF : Gérard Dessalles) : agent Jack Crawford (épisode 13)

## Liste des épisodes

### Épisode 1:Quelqu'un d'autre
- États-Unis : 25 juin 2013 sur TNT
- Belgique : 30 juillet 2014 sur RTL-TVI[8]
- France : 13 décembre 2014 sur M6[9]

- États-Unis : 4,007 millions de téléspectateurs[10] (première diffusion)
- France : 2,04 millions de téléspectateurs[11] (première diffusion)

- Evan Jones (Billy Flynn)
- Gordon Clapp (Alan Kendricks)
- Evan Helmut (Charlie Kendricks)
- Brian Thompson (Vernon Hill)
- Alexis Cruz (Joseph Garcia)
- Nancy Youngblut (Juge Leslie Markway)
- David Paymer (Rueben Bauer)

Pierce est engagé pour évaluer la personnalité d'un homme accusé de meurtre, et qui a demandé à bénéficier d'un nouveau procès. Le meurtrier a subi des dommages neurologiques importants, qui ont profondément affecté sa personnalité. 

### Épisode 2:Tandem
- États-Unis : 2 juillet 2013 sur TNT
- Belgique : 30 juillet 2014 sur RTL-TVI[8]
- France : 13 décembre 2014 sur M6

- États-Unis : 3,510 millions de téléspectateurs[10] (première diffusion)
- France : 1,84 million de téléspectateurs[11] (première diffusion)

- Raphael Sbarge (Jerry Brockner)
- Hedy Burress (Ellen Resnick)
- Robert Picardo (A.Z. Weyland)
- Maggie Wheeler (Barbara Bruckner)
- Johnny Pemberton (Fan imaginaire)
- Geoffrey Blake (Preston Resnick)
- Brad Rowe (Agent Dalton)

Pierce est chargé d'analyser une femme, qui a assassiné son mari. Cette dernière avait remarqué un changement dans la personnalité de son époux, et elle prétend qu'il était habité par une entité extraterrestre... D'ailleurs, elle est persuadée que c'est cette créature qu'elle a tuée et non pas son mari...

### Épisode 3:Le Tueur Invisible
- États-Unis : 9 juillet 2013 sur TNT
- Belgique : 6 août 2014 sur RTL-TVI[12]
- France : 13 décembre 2014 sur M6

- États-Unis : 4,020 millions de téléspectateurs[10] (première diffusion)
- France : 1,63 million de téléspectateurs[11] (première diffusion)

- Nick Chinlund (Kevin Connor)
- Brad Rowe (Agent Dalton)
- Sundra Oakley (Jennifer Britton)
- Tim Ransom (Docteur Robert Mills)
- Danielle Rayne (Janet Larsen)
- Frank Farmer (Greg)
- Evelyn Christina Tonn (Secrétaire du juge Cleland)
- Del Zamora (Emmanuel)
- Jonathan Goldstein (Fan de basket)

Des meurtres sont perpétrés de sang-froid sous les yeux même de témoins, qui ne sont même pas conscients qu'une personne vient de mourir...
C'est ainsi qu'un juge a été assassiné dans son propre bureau, et qu'un meurtre a été commis sur un terrain de basket devant plus de 200 personnes...

### Épisode 4:Menace Toxique
- États-Unis : 16 juillet 2013 sur TNT
- Belgique : 6 août 2014 sur RTL-TVI[12]
- France : 13 décembre 2014 sur M6

- États-Unis : 3,225 millions de téléspectateurs[10] (première diffusion)
- France : 1,28 million de téléspectateurs[11] (première diffusion)

- Laura Slade Wiggins (Patti Wallace)
- Lisa Sheridan (Rebecca Abbott)
- Ray Wise (Martin Sullivan)
- Martha Hackett (Leah Sullivan)
- Samuel C. Hunt (Chad)
- Vanessa Marano (Riley)
- Brad Rowe (Agent Dalton)
- Susan Walters (Anne Wallace)
- Taylor John Smith (Braden Sullivan)
- Lindsay Bushman (Maddy)

Daniel Pierce se rend dans une petite ville de Pennsylvanie pour les besoins de sa nouvelle enquête. De jeunes adolescentes sont atteintes d'étranges symptômes similaires à ceux du syndrome de Gilles de la Tourette...

### Épisode 5:Caleidoscope
- États-Unis : 23 juillet 2013 sur TNT
- Belgique : 13 août 2014 sur RTL-TVI[13]
- France : 20 décembre 2014 sur M6

- États-Unis : 3,482 millions de téléspectateurs[10] (première diffusion)
- France : 2,28 millions de téléspectateurs[14] (première diffusion)

- DJ Qualls (Agent Rudy Fleckner)
- Kate Beahan (Ileana)
- Robbie Sublett (Jeremy Nordhoff)
- Jeannetta Arnette (Stephanie Nordhoff)
- Melissa Hayden (Ashley Richards)
- Michael Patrick McGill (Dave Richards)
- Sari Arambulo (Mai Quang)
- Mike Moh (Le frère de Mai)
- Dave Shalansky (Kurt Simpson)

Daniel et Kate mènent une enquête sous couverture, afin d'obtenir davantage de renseignements sur une personne suspectée de meurtre. Ils parviennent ainsi à s'intégrer à un cercle très fermé de fans de jeux virtuels. 

### Épisode 6:5.0 défaut
- États-Unis : 30 juillet 2013 sur TNT
- Belgique : 13 août 2014 sur RTL-TVI[13]
- France : 20 décembre 2014 sur M6

- États-Unis : 3,399 millions de téléspectateurs[10] (première diffusion)
- France : 2,12 millions de téléspectateurs[14] (première diffusion)

- DJ Qualls (Agent Rudy Fleckner)
- Julie Ann Emery (Susan Vetter)
- Jud Tylor (Tess Williams)
- David Alpay (Sario Donati)
- Michael Benyaer (Docteur Arthur Singh)
- Alexis Denisof (Docteur Randall Vetter)
- Richard Topol (Docteur Jeff Bowen)
- Anabelle Acosta (Eva)
- Matt Prokop (Ian Vetter)
- Whitney Hoy (Gabby)

Des malades souffrant de la maladie de Parkinson voient leur état général s'aggraver brusquement, lorsque l'implant qui contrôlait leurs symptômes présente certaines défaillances...

### Épisode 7:Le Cœur et l'Esprit
- États-Unis : 6 août 2013 sur TNT
- Belgique : 20 août 2014 sur RTL-TVI[15]
- France : 20 décembre 2014 sur M6

- États-Unis : 3,057 millions de téléspectateurs[10] (première diffusion)
- France : 1,85 million de téléspectateurs[14] (première diffusion)

- Timothy Busfield (George)
- Matthew Holmes (Phil Carlson)
- Rebecca McFarland (Pam Carlson)
- Wendy Phillips (Eileen Miles)
- Reid Scott (Docteur Hutchins)
- Trevor Morgan (Jimmy Miles)
- Shane Coffey (Daniel jeune)
- Dana Daurey (Sara)
- Holly Gagnier (Angie)
- JoBeth Williams (Margaret Pierce)

Un homme atteint d'une tumeur cérébrale, confesse un meurtre commis voilà bientôt une vingtaine d'années. Mais il se rétracte brusquement après sa guérison presque miraculeuse...
Kate Moretti demande à Daniel Pierce de prendre l'affaire en main, afin de déterminer la culpabilité du suspect. Pour ce faire, tous deux vont devoir enquêter sur son passé...

### Épisode 8:Une maison de fous
- États-Unis : 13 août 2013 sur TNT
- Belgique : 20 août 2014 sur RTL-TVI[15]
- France : 20 décembre 2014 sur M6

- États-Unis : 3,253 millions de téléspectateurs[10] (première diffusion)
- France : 1,23 million de téléspectateurs[14] (première diffusion)

- Judd Hirsch (Sigmund Freud)
- Dan Lauria (Joe Moretti)
- Peter Jacobson (Docteur Poole)
- Marina Benedict (Zoey)
- Brian Dietzen (Mark Leighton)
- Gia Mantegna (Erica Beecher)
- Rob Labelle (Virgil)
- Tehmina Sunny (Rina)
- Johanna Braddy (La blonde au bar)
- Bambadjan Bamba (Anthony)

Daniel accepte de venir en aide à une femme, accusée d'avoir poignardé une infirmière dans un asile d'aliénés. Pour ce faire, il va devoir enquêter sous couverture au sein de cet établissement...

### Épisode 9:L'Affaire Kate Moretti, première partie
- États-Unis : 20 août 2013 sur TNT
- France : 27 décembre 2014 sur M6

- États-Unis : 3,442 millions de téléspectateurs[10] (première diffusion)
- France : 2,13 millions de téléspectateurs[16] (première diffusion)

- Lindsay Pulsipher (Kendra Murphy)
- John Heard (Evan Rickford)
- Perrey Reeves (Miranda Stiles)
- Hunter Jackson (Anthony Hicks)
- Logan Bartholomew (Blake Rickford)
- Gil McKinney (Bryan Murphy)
- Shane Coffey (Daniel jeune)
- David Andriole (Connaghan)
- Pippa Black (Wendy)
- Corey Brill (Brock Alecksen)

### Épisode 10:L'Affaire Kate Moretti, deuxième partie
- États-Unis : 27 août 2013 sur TNT
- France : 27 décembre 2014 sur M6

- États-Unis : 3,618 millions de téléspectateurs[10] (première diffusion)
- France : 2,20 millions de téléspectateurs[16] (première diffusion)

- John Heard (Evan Rickford)
- Kevin Weisman (Todd Early)
- Dan Lauria (Joe Moretti)
- Graham Beckel (Colonel)
- Perrey Reeves (Miranda Stiles)
- Lindsay Pulsipher (Kendra Murphy)
- Pippa Black (Wendy)
- Corey Brill (Brock Alecksen)
- Enisha Brewster (Gabrielle Blair)
- Logan Bartholomew (Blake Rickford)
- CCH Pounder (La Psychologue du FBI)

### Épisode 11:Faux Jumeaux
- États-Unis : 25 février 2014 sur TNT[17]
- Belgique : 20 août 2014 sur RTL-TVI[15]
- France : 20 décembre 2014 sur M6

- États-Unis : 2,021 millions de téléspectateurs[10] (première diffusion)
- France : 782 000 téléspectateurs[14] (première diffusion)

- Andrew Lawrence (Henry Wilmyer / Micah Conley)
- Kenny Ridwan (Ely Dunham)
- Brad Beyer (Mordecai Brown)
- Mark Espinoza (Victor)
- Nate Hartley (Andre)
- Robert Blanche (Dan Bukowski)
- Marcus Giamatti (Joel)
- Margaret Easley (Patricia Wilmyer)
- Joe Cortese (Paolo Genardi)
- Nicole Bilderback (en) (Carol Lao)

### Épisode 12:Le Bon Frère
- États-Unis : 4 mars 2014 sur TNT
- France : 27 décembre 2014 sur M6

- États-Unis : 1,712 million de téléspectateurs[10] (première diffusion)
- France : 2,02 millions de téléspectateurs[16] (première diffusion)

- Chris Meyer (Kenny Rivers)
- Titus Makin Jr. (Charlie Clark)
- James Ning (Sen Li)
- Fred Saldone (Policier)
- Boo Arnold (Dennis Bass)
- Kamala Lopez (Mère de Kenny Foster)
- David Reivers (Père de Kenny Foster)
- Catfish Jean (Darius Johnson)
- David Paymer (Rueben Bauer)

### Épisode 13:Opération Cobra
- États-Unis : 11 mars 2014 sur TNT
- France : 27 décembre 2014 sur M6

- États-Unis : 2,361 millions de téléspectateurs[10] (première diffusion)
- France : 1,54 million de téléspectateurs[16] (première diffusion)

- DJ Qualls (Agent Rudy Fleckner)
- Dennis Christopher (Fred Gorman)
- Rick Otto (Cobra / Palmer)
- John Rubinstein (Jack Crawford)
- Joshua Bitton (Craig Berkowitz)
- Larry Poindexter (John Taylor)
- Lennie Loftin (Big Mike)
- Michael Dempsey (Gus)
- Susanna Blinkoff (Madame Lemke)
- Megan Reinking (Ashley Marcel)

### Épisode 14:Harcèlement
- États-Unis : 18 mars 2014 sur TNT
- Québec : 1er août 2014 sur Séries+
- France : 28 décembre 2014 sur M6

- États-Unis : 1,760 million de téléspectateurs[10] (première diffusion)
- France : 974 000 téléspectateurs[16] (première diffusion)

- DJ Qualls (Agent Rudy Fleckner)
- Sharon Leal (Liza Brahms)
- Josh Stamberg (Sean)
- Gonzalo Menendez (C.J. Delgado)
- Jake Busey (Jeff)
- Rob Brownstein (Chancelier)
- Robert Bagnell (Ron Norton)
- Josh Coxx (Agent Drexler)
- Philip Casnoff (Gordon Williams)
- Adam Wylie (Tyler Woolf)